# I ragazzi della Compagnia C
I ragazzi della Compagnia C (The Boys in Company C) è un film del 1978 diretto da Sidney J. Furie.